# Páger Antal (színművész)
Páger Antal (Makó, 1899. január 29. – Budapest, 1986. december 14.) Kossuth-díjas magyar színművész, kiváló művész.

## Családja
Iparoscsaládban, Makón született. Édesapja, Páger Sándor csizmadia volt, édesanyja, Czimbrik Rozália jegyszedőként dolgozott a makói Hollósy Kornélia Színháznál, fiát gyakran elvitte az előadásokra. Hét testvére közül négy korán meghalt.

## Életpályája
Gyermekkorában a zene és a festészet érdekelte, később fordult a színház felé. Iparos apja nem pártolta fia művészi érdeklődését, összetörte hegedűjét és festőállványát (Páger azután 45 évig nem vett ecsetet kezébe).
Az érettségit és a frontszolgálatot követően Budapesten akart továbbtanulni. Lakatossegédként dolgozott, majd aratómunkásnak állt, hogy a leendő tandíjára valót összeszedje. Az egyetem orvosi karán nem volt már hely, így a jogi karra iratkozott be. Az évnyitóig visszautazott szülővárosába, ahol szórakozásból részt vett néhány műkedvelő előadáson. Az egyik ilyet követően felkereste a székesfehérvári színház titkára, és felajánlotta neki, hogy menjen el Fehérvárra színésznek.
Az első világháború alatt az olasz fronton szolgált. Utána visszakerült társulatához, Székesfehérvárra (1919–1922), majd játszott a kecskeméti színházban (1922–1924), a Pécsi Nemzeti Színházban (1924–1925). Nagyváradon, az 1925–1926-os évadban, majd 1926 és 1930 között a Szegedi Nemzeti Színház tagja volt, ahol már vezető színésznek számított és 1200 pengőt keresett havonta. Szegedről Beöthy hívta 1931-ben Budapestre, ahol kezdetben az Andrássy úti Színházban, majd a Magyar Színházban játszott egy-egy évadot. Hamarosan sztárnak számított: 1937 és 1939 között a Vígszínházban akkoriban horribilisnak számító gázsit, fellépésenként 250 pengőt kapott.
A színházi szerepek mellett kedveltté vált a filmszakmában is. 1932-ben lépett először a felvevőgép elé. Kabos Gyulával és Dajka Margittal eljátszotta a Piri mindent tud című film egyik főszerepét, ám a filmvígjáték a jó poénok ellenére anyagilag megbukott. Úgy gondolta, hogy többé már senkinek nem kell a filmszakmában. Ám ezután több mint kétszáz filmet, tévéjátékot forgatott élete során. Megsokasodott filmszerepei közepette végezte színpadi feladatait. Pontos, korrekt munkáját, ugyanakkor hallatlan mély belső átéléssel megformált szerepeit megszerette a filmszakma, s a közönség kedvencévé is vált, így egyre több filmes feladatot kapott. Az 1944 előtti filmek legtöbbet foglalkoztatott színészeinek egyike volt. „Rengeteget dolgoztam, de megkértem, és meg is adták, ami kijárt” – vallotta egy riporteri kérdésre. A magyar filmgyártás akkori rendszere a kevés próbával tökéletes alakításokat és a kevés korrektúrát, új felvételt igénylő színészi munkát értékelte a leginkább, mert egy-egy felvétel elhúzódása a magas kauciók és stúdióbérlési felárak folytán jóval nagyobb előállítási költséget jelentettek, így a kezdők bizonytalankodására nem, vagy csak alig volt lehetőség. A filmgyártók inkább vállalták a magasabb, ún. sztárgázsit is, mint a néhány napos felvételcsúszást. Talán ennek a rendszernek köszönhetően jelent meg annyiszor a filmvásznon az akkori idők legnagyobb színészei között Páger is, annak ellenére, hogy akadt film, amiért 25 ezer pengőt kapott!
1933-ban ismerkedett meg az akkor az első feleségétől már elvált Páger a 21 éves Komár Juliskával, akivel 1933. május 16-án az Erzsébetvárosban házasságot kötött. Ekkor ugyanis az Akácfa utcában lakott. Utána kezdték el építeni az úgynevezett Páger-villát az Orbán-hegyen, a Tamás [ma: Tamási Áron] utcában, majd itt születtek meg lányai, Judit (1940) és Júlia (1942) is. Valamikor 1956 és 1961 között elváltak.
A háború előtt a művészvilágban jobboldali nézeteket képviselt, antiszemita művekben is szerepelt. Egyik pártba sem lépett be, de színészi hírneve botlásait is felnagyította. A szovjet csapatok érkezése előtt, 1945. március 28-ról 29-re virradó éjjel lépte át az osztrák határt. Még abban az évben belügyminiszteri rendelettel filmjeit irredentizmus vádjával indexre tették, és megtiltották azok további forgalmazását.

### Emigrációban
1948. január 24-én – két évi ausztriai és hét hónapi franciaországi tartózkodás után – Argentínában telepedett le. Buenos Airesben festő-grafikusként dolgozott. Önálló tárlata volt Venezuelában, Brazíliában a São Pauló-i Biennálén pedig 45 képpel szerepelt. 1948–54 között az argentínai Magyar Színjátszó Társaság vezetője volt. 1951-ben megkapta az argentin állampolgárságot. 1954. augusztus 14-én a Buenos Aires-i Casa de Catalunya színháznál az ő rendezésében, díszlettervezésével és főszereplésével bemutatták Curt Goetz A montevideói ház c. színdarabját. Az 1955-ös évtől kezdődően csak vendégjátékokon vett részt.

### Hazatérése
Sikerei ellenére igazi otthonra nem talált az emigrációban, és sokszor gondolt a hazatérésre, rettegve a várható megaláztatásoktól. 1956 augusztusában Bécsből, kormányengedéllyel, a számára biztosított különrepülőgéppel hazatért Magyarországra. Az októberi forradalom eseményeitől távol maradt, így hazatelepülése a kommunista kulturális diplomácia sikere volt. Az emigráció okairól és a hazatelepüléséről részletes levelet írt Makóra, Gerzanits Elemer barátjának. 1956 nyara és 1959 között a Gellért Szálló lakója volt, majd visszakapta korábbi villáját, amelyben Balázs Béla lakott a színész emigrációja után.
„Páger Antallal a fasizmus tér haza Magyarországra. Tiltakozzunk, akár sztrájkkal is, hogy ne szerződtessék színházaink – jelentette ki 1956 kora őszén a színházi szakma előtt harcias felháborodással a korábbi táncművész-színész, a háta mögött csak pártapácaként emlegetett Szilágyi Bea. Páger sokak számára váratlan hazatérése derült égből villámcsapásként érte nemcsak rajongóit, hanem természetesen azokat is, akik korábbi politikai szerepvállalása miatt ellenszenvvel, mi több, gyűlölettel tekintettek rá.”
Hazatérése után hamar kiderült, hogy népszerűsége töretlen, első színházi fellépésén a közönség hatalmas tapsviharral fogadta. Második fénykorában több mint száz tévéjáték és film főszerepét játszotta el, miközben szinte haláláig a Vígszínház színpadán volt, utoljára a Kőműves Kelemen Vándorának énekes-táncos szerepében láthatta a közönség.
Visszakapta egykori villáját, újra megnősült, harmadik felesége Szilágyi Bea (1908–1987), színművésznő, a Színház- és Filmművészeti Főiskola tanára; a Színház- és Filmművészeti Szövetség főtitkára volt. A 2.1.2. M-18667/5-ös dossziéban, a „Meszlényi” fedőnevű besúgó 1959. március 18-i jelentése szerint már házasok voltak, de 1975-ben már egészen biztosan.
Klasszikus és modern darabokban, tragédiában, komédiában, groteszkben egyaránt kiválóan alakított. Számtalan kisembert formált meg hitelesen, naturalizmusba hajló parasztábrázolása újdonságnak számított. Időskori szerepei mély humánumot sugároztak. A hatvanas évek elejétől több magyar filmsiker részese volt: Dálnoki Miklós Béla szerepét játszotta a második világháború végén játszódó Honfoglalás című tévés minisorozatban, Kéri építészmérnököt a Fűre lépni szabadban, Tamburás szerepét a Hattyúdal-ban, Elnök Jóskát a Húsz órában. Az 1964-es cannes-i filmfesztiválon a legjobb férfi főszereplőnek járó díjat kapta – megosztva Saro Urzìval – Vajkay Ákos megformálásáért Ranódy László Pacsirta című filmjében.

### Halála
1986. december 14-én délután otthon készült az esti előadásra. Ebéd után érezte, hogy hőemelkedése van. Szólt feleségének, hogy nem érzi jól magát, és aggódott, hogy rendbe jöjjön az esti előadásra. Hamarosan felszökött a láza, és nem használt a gyógyszeres lázcsillapítás sem. Orvos jött hozzá. Végül úgy döntött, hogy lemondja az esti előadást. Mentővel a Kútvölgyi kórházba szállították, de egy óra múlva meghalt. Csaknem 88 éves volt.

## Főbb színpadi szerepei
- Csehov–színdarabok

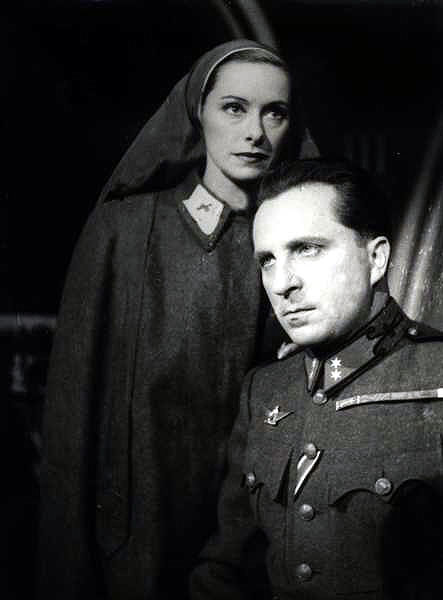
Muráti Lili (Mária) és Páger Antal (Tamás), az Egy nap a világ című színdarabban (1942)

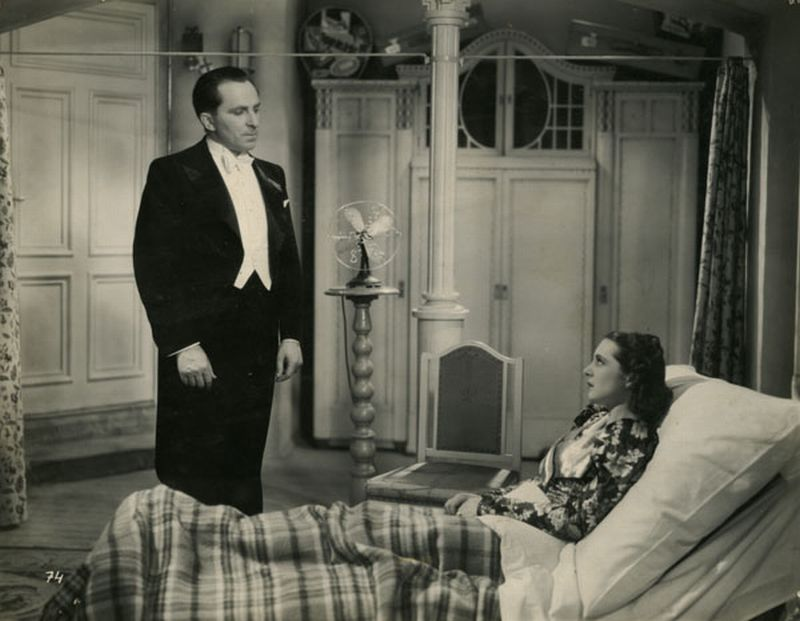
Bordy Bellával A varieté csillagai című 1939-es filmben (a fénykép 1938-ban készült)

  - Három nővér (Csebutkin, katonaorvos)
  - A dohányzás ártalmasságáról (Nyuhin Ivan Ivanovics)
- Tolsztoj–színdarabok
  - Anna Karenina (Karenin)
  - Háború és béke (Öreg herceg, Andrej apja)
- Molnár Ferenc–színdarabok
  - A testőr (a kritikus)
  - Játék a kastélyban (Turai)
  - A hattyú (Albert herceg, trónörökös)
  - Liliom (Liliom)
- Williams: Macska a forró tetőn (Atyus)
- Ibsen: John Gabriel Borkman (John Gabriel Borkman)
- G. B. Shaw: Szent Johanna (Érsek)
- Goethe: Faust (Philemon)
- Mrozek: Tangó (Eugeniusz)
- Szép Ernő: Kávécsarnok (Alajos)
- Karinthy Ferenc: Különös tárgyalás (Tanú)
- Gyurkovics: Az öreg (Öreg)
- Eörsi: Széchenyi és az árnyak (ápolt)
- Szakonyi: Adáshiba (Bódog)
- Békeffi: Egy asszonygyilkos vallomása (Rose, nyomozó)
- Bródy - Szörényi: Kőműves Kelemen (Vándor)
- Fejes - Presser: Jó estét nyár, jó estét szerelem (személyzetis)
- Garcia Lorca: Donna Rosita (nagybácsi)
- O’Neill: Eljő a jeges (Harry Hope)
- Sartre: Altona foglyai (az apa, hajógyáros)
- Nash: Az esőcsináló (Starbuck)
- Nicolai: Hárman a padon (Luigi Lapaglia)
- Mary Chase: Barátom, Harvey (Elwood P. Dowd)
- De Filippo: A cilinder (Agostino)
- Brandon Thomas: Charley nénje (Sir Francis Topplebee ezredes)
- John Patrick: Teaház az augusztusi holdhoz (Sakini)

## Válogatott filmográfia

### Játékfilmek
- Csókolj meg, édes! (1932) – Keszeg András
- Ítél a Balaton (1932) – János, Kovács fogadott fia
- Piri mindent tud (1932) – Fodor L. Árpád, háztulajdonos
- Búzavirág (1934) – Síró, János
- Emmy (1934) – Pálóczy
- Az okos mama (1935) – Kállay Zolkó, földbirtokos, Kató férje
- Barátságos arcot kérek (1935) – Bodrogi
- Édes mostoha (1935) – Hargittay András báró
- Köszönöm, hogy elgázolt (1935) – Asztalos Péter
- Évforduló (1936) – Dr. Gergely Péter tanársegéd
- Havi 200 fix (1936) – Tavaszi Mátyás, gyógyszerész
- A férfi mind őrült (1937) – Jónás
- Az ember néha téved (1937) – Pákay András, a rádiógyár igazgatója
- Édes a bosszú (1937) – Walter Ákos
- Egy lány elindul (1937) – Brigi, Lombék fia
- Hotel Kikelet (1937) – Földi Péter
- Pesti mese (1937) – Kubik
- Rád bízom a feleségem (1937) – Péter, vezérigazgató
- A varieté csillagai (1938) – Keats
- Azurexpress (1938) – Rák Tamás, tanár
- Beszállásolás (1938) – Dr. Tibor Tibor, ügyvéd, tartalékos huszárhadnagy
- Bors István (1938) – Bors István
- Döntő pillanat (1938) – Bálint Gábor
- Fehérvári huszárok (1938) – Onódy István
- Megvédtem egy asszonyt (1938) – Bory Péter, mérnök
- Nehéz apának lenni (1938) – Ifj. Kőrössy Pál
- Péntek Rézi (1938) – Dr. Gerleszegi Gerle Géza
- Rozmaring (1938) – Kery István
- Szívet szívért (1938)
- A miniszter barátja (1939) – Kovács János, vegyészmérnök
- A nőnek mindig sikerül (1939) – Pista
- Földindulás (1939) – Kántor János
- Keserű mézeshetek (1939)
- Menschen vom Varieté (1939)
- Szervusz, Péter! (1939) – Tamás Endre / Tornay Péter
- Beáta és az ördög (1940) – Martino gróf
- Eladó birtok (1940) – Marjánszky Mihály
- Erdélyi kastély (1940) – Monostory Ádám gróf
- Hazajáró lélek (1940) – Török Ágoston, mérnök
- Igen vagy nem? (1940) – Id. Péteri János
- Jöjjön elsején! (1940) – Árvay úr
- Zárt tárgyalás (1940) – Benedek Gábor ügyvéd
- A harmincadik (1941) – Nagy Gábor, tanító
- A szűz és a gödölye (1941) – Szélhámos festő
- András (1941) – Laczkó András
- Dr. Kovács István (1941) – Dr. Kovács István
- Egy éjszaka Erdélyben (1941) – II. József
- Háry János (1941) – Háry János
- Miért? (1941) – Péter
- Régi keringő (1941) – Dudva Mihály
- Szűts Mara házassága (1941) – Simaházi Tamás
- Végre! (1941) – Horváth Péter, főmérnök
- Férfihűség (1942) – Sándorffy Péter
- Fráter Loránd (1942) – Fráter Loránd
- Házasság (1942) – Dr. Szabó, Mária férje
- Őrségváltás (1942) – Takács Péter
- Szép csillag (1942) – Avar János
- Szerető fia, Péter (1942) – Balogh Péter
- Aranypáva (1943) – Forintos Mátyás
- Egy nap a világ (1943) – Tamás
- Kettesben (1943) – Pávay Szilárd, igazgató
- Az első (1944) – Balog István, halászmester
- Második Magyar Kívánsághangverseny (1944)
- A nagyrozsdási eset (1957)[13] – Barka Sándor
- A tettes ismeretlen (1957) – Miklósi
- Dani (1957) – Borbás
- Az utolsó pillanat (1958, rövid játékfilm) – Az öreg
- Don Juan legutolsó kalandja (1958) – Leporello
- Sóbálvány (1958) – Mohai doktor
- Tegnap (1958) – Mácsai úr volt földbirtokos (1956-ról)
- Akiket a pacsirta elkísér (1959) – Tanító
- Merénylet (1959) – Havel, nyugdijas nyomozó
- A Noszty fiú esete Tóth Marival (1960) – Tóth Mihály
- Az arcnélküli város (1960) – Zách Kornél
- Fűre lépni szabad (1960) – Kéri vezérigazgató
- Kálvária (1960) – Tóth Sándor, Gizi apja
- Zápor (1960) – Pató
- Felmegyek a miniszterhez (1961) – Balogh Bódog
- Katonazene (1961) – Riedl ezredes
- Megöltek egy leányt (1961) – Salgó
- Nem ér a nevem (1961) – Pintér bácsi
- Az utolsó vacsora (1962) – Dánusz Richárd, gyáros
- Elveszett paradicsom (1962) – Sebők Imre
- Esős vasárnap (1962) – Ági apja
- Húsz évre egymástól (1962) – Sándor
- Isten őszi csillaga (1962) – Király Sándor
- Mici néni két élete (1962) – Gál Alfréd, taxisofőr
- Bálvány (1963) – Márton bácsi, főaknász
- Fotó Háber (1963) – Rendőr ezredes
- Hattyúdal (1963) – Tamburás
- Pacsirta (1963) – Vajkay Ákos
- A kőszívű ember fiai 1-2. (1964) – Pál, tisztiszolga
- Az orvos halála (1965) – Weisz doktor
- Húsz óra (1965) – Igazgató Jóska
- Iszony (1965) – Nelli apja
- Aranysárkány (1966) – Apa (archív terjedelem)
- Édes és keserű (1966) – Hartay kegyelmes
- Ketten haltak meg (1966) – Reményi
- Utószezon (1966) – Kerekes Kálmán
- Baleset (1967)
- Egy nap a paradicsomban (1967) – Liptói
- Kártyavár (1967) – Pukner professzor
- Tanulmány a nőkről (1967) – Gegucz Bálint
- A beszélő köntös (1968) – Lestyák András, szabómester
- A varázsló (1969) – Csilli Csalla bácsi, a varázsló
- Isten hozta, őrnagy úr! (1969) – Tomaji plébános
- Pokolrév (1969) – A professzor
- Hatholdas rózsakert (1970)[14] – Lajos bácsi
- Nyulak a ruhatárban (1971) – Apuka, Dávid Rudolf
- A magyar ugaron (1972) – Bíró
- Fuss, hogy utolérjenek! (1972) – Tanár úr
- Nápolyt látni és… (1972) – Anna apja
- Jelbeszéd (1974) – Balogh bácsi
- Árvácska (1975) – Vénisten
- Ballagó idő (1975) – A kaposi nagypapa
- Fekete gyémántok 1-2. (1976) – Bondavári Thibald herceg
- Drága kisfiam (1978) – Béla
- Philemon és Baucis (1978, rend. Makk Károly) – Öregember
- Két történet a félmúltból (1979) – Öregember
- Mese habbal (1979) – Miniszter úr
- Circus maximus (1980) – Máté professzor
- Boszorkányszombat (1983) – Aggastyán
- Mennyei seregek (1983) – Lippay püspök
- Higgyetek nekem! (1984) – Grósz

### Tévéfilmek
- Próbáld meg, daddy! (1959) – Mike Merwyn
- Az utolsó pillanat (1960) – Az öreg
- Közbeteg (1962) – Don Ciccio Rosso
- Ezer év (1963)
- Szeptember (1963) – Sipos
- Az idegen ember (1964) – Szűcs elvtárs uradalmi gépész
- Rab Ráby (1964) – II. József
- Váltás (1964) – Márkus főmérnök
- Az igazságtevő (1965) – Blaz Bogdan
- Az ördögök teste (1967)
- Ez az én otthonom (1967)
- A bíró és a hóhér (1968) – Bärlach felügyelő
- A kormányzó (1968)
- Isten óvd a királyt (1968) – Ferdinand, Grizland királya
- A revizor (1969) – Anton Antonovics, polgármester
- Szerencsés álmokat! (1969)
- Beismerő vallomás (1970)
- Neveletlenek (1970) – Kovács bácsi, apa
- Tizennégy vértanú (1970) – Aulich Lajos
- Uborkafa (1970) – Bolla Imre tanácselnök
- Médeia (1971)
- Rézpillangó (1971) – Cézár
- Boldog órák (1972) – Buchanan
- Ítéletnapig (1972, rövid tévéjáték)
- Világló éjszaka (1972)
- A nagy üzlet (1973) – Joe Manx
- A professzor a frontra megy (1973)
- Átmenő forgalom (1973) – Vasutas
- Feje fölött holló (1973) – Patikus
- Lázadók (1973) – Szente
- Apróhírdetés (1974)
- Az élet szerelmese (1974) – Öregember
- Felnőttek (1974)
- Méz a kés hegyén (1974) – XI. Károly svéd király
- Törökországból nincsen visszatérés (1974) – Mikes Kelemen
- A peleskei nótárius (1975) – Nagy-Zajtay Zajtay István, nótárius
- Kapupénz (1975) – Házmester
- Kutyabaj (1975, rövid tévéjáték) – Tóth Béla vándorköszörűs
- Barátom Bonca (1976) – Vak férfi
- Haszontalanok (1976) – Tóni bácsi
- Húsvét (1976)
- Lángelmék a szigeten (1976) – Papa
- Doktor Senki (1977) – Porgesz
- Infarktus (1977)
- Magnóliakert (1977) – Artúr bácsi
- Mielőtt a kakas megszólal (1977)
- Szemetes-trilógia (1977) – Utcaseprő
- A nagy ékszerész (1978)[15] – Öreg betörő
- A Zebegényiek (1978) – Nagypapa
- Az elefánt (1978) – Molnár Antal
- Hullámzó vőlegény (1978) – Bagi
- Michelson beiktatása (1978)
- Tengerre néző cellák (1978)
- A messziről jött ember (1979)[16] – Jácint
- A téglafal mögött (1979) – Öregember
- Anyám könnyű álmot ígér (1979)
- Három dobás hat forint (1980) – Varga úr
- Nők apróban (1980) – Simon bácsi
- Wiener Walzer (1980) – Államügyész
- Nyitott ház (1981)[17]
- Társkeresés No. 1463 (1982) – Hankóczi Márton / Táti
- Vassza Zseleznova (1982) – Prohor
- Rohamsisakos Madonna (1983) – Idős Bicó
- Szent Kristóf kápolnája (1983) – Zsidányi Timót, esperes
- A bíró (1984) – Tigran, a bíró apósa
- És elszakad az ezüstkötél (1984)
- Legyél te is Bonca! (1984) – Tóni bácsi
- A vén bakancsos és fia, a huszár (1985) – Mihály, a vén bakancsos
- Az eltüsszentett birodalom (1985) – Szépapó
- Elveszett paradicsom (töredék) (1986) – Zoltán apja[18][19]

### Televíziós sorozatok
- Honfoglalás 1-2. (1963) – Dálnoki Miklós Béla
- Vízivárosi nyár 1-3. (1964) – Dr. Gál
- A százegyedik szenátor 1-2. (1967) – Fritz felügyelő
- A 0416-os szökevény (1969) – Field
- A fekete város 1-7. (1971 [1972 mozifilmként]) – Bibók Vince, Zsigmond apja
- Villa a Lidón 1-4. (1971) – Dr. Amadeo Zenzi
- Zenés TV Színház
  - Bob herceg (1972) – Tom apó, Annie édesapja
  - Kőműves Kelemen (1986) – Vándor
- És mégis mozog a föld 1-3. (1973) – Decséry
- Keménykalap és krumpliorr 1-4. (1973 [1978 mozifilmként]) – Leopoldi, egykori bohóc
- Vivát, Benyovszky! (1973)  – Hanszky (1975-ös magyar szinkron)
- Dániel (1978) – Kálmán bácsi
- Különös házasság 1-4. (1984) – Medve doktor

## Szinkronszerepei
| Év   | Cím                                                                    | Szereplő              | Színész             | Szinkron év |
| ---- | ---------------------------------------------------------------------- | --------------------- | ------------------- | ----------- |
| 1938 | A pék felesége                                                         | Aimable Castanier     | Raimu               | 1972        |
| 1941 | Mindez Évával kezdődött                                                | Jonathan Reynolds     | Charles Laughton    | 1978        |
| 1947 | Eszményi férj (2. magyar szinkron)                                     | Goring apja           | C. Aubrey Smith     | 1981        |
| 1955 | Kaland az Aranyöbölben                                                 | Nagypapa              | Vladimír Hlavatý    | 1982        |
| 1961 | Majdnem baleset (2. magyar szinkron)                                   | N/A                   | N/A                 | 1977        |
| 1969 | Elátkozottak (1. magyar szinkron)                                      | Joachim Von Essenbeck | Albrecht Schoenhals | 1973        |
| 1971 | A rendőrség megköszöni (1. magyar szinkron)                            | Stolfi tanácsos       | Cyril Cusack        | 1973        |
| 1971 | Az acélgyűrűcske                                                       | Kuzma bácsi           | Oleg Zsakov         | 1975        |
| 1972 | A hatalom játékai                                                      | Lapp                  | Heinrich Gretler    | 1978        |
| 1972 | Goriot apó                                                             | Goriot apó            | Charles Vanel       | 1975        |
| 1972 | Hová fussak?                                                           | Hyam Malsh            | Herschel Bernardi   | 1975        |
| 1972 | Öreg hangászok                                                         | Tedo                  | Ramaz Cshikvadze    | 1975        |
| 1972 | Ostromállapot                                                          | Carlos Ducas          | O. E. Hasse         | 1974        |
| 1973 | A Dominici-ügy                                                         | Gaston Dominici       | Jean Gabin          | 1974        |
| 1973 | A királynő nehéz napja (1. magyar szinkron)                            | Charles, Jeanne apja  | André Valtier       | 1975        |
| 1973 | Két férfi a városban (1. magyar szinkron)                              | Germain Cazeneuve     | Jean Gabin          | 1974        |
| 1973 | Vörös kányafa                                                          | Ljuba apja            | Ivan Rizsov         | 1975        |
| 1974 | A békesség kora                                                        | Simone                | O. E. Hasse         | 1976        |
| 1974 | Gyilkosság az Orient expresszen                                        | Dr. Constantine       | George Coulouris    | 1977        |
| 1976 | Kiváló holttestek                                                      | N/A                   | N/A                 | 1977        |
| 1976 | Solness építőmester                                                    | Knut Brovik           | Albert Lippert      | 1980        |
| 1978 | Meghökkentő mesék – I/9. rész: A mennyország útja (1. magyar szinkron) | Mr. Foster            | Roland Culver       | 1981        |
| 1978 | Thomas Guérin, nyugdíjas                                               | Thomas Guérin         | Charles Vanel       | 1980        |
| 1979 | Egy kis romantika                                                      | Julius                | Laurence Olivier    | 1981        |

## Díjak és kitüntetések
- Kiváló művész (1963)
- Cannes-i fesztivál legjobb férfi alakítás díja (1964)
- Kossuth-díj (1965)
- Magyar Filmkritikusok Díja – Legjobb férfi alakítás díja (1965)
- Munka Érdemrend arany fokozat (1974)
- Velencei Nemzetközi Filmfesztivál – Legjobb férfi színész díja (1976)
- Tévékritikusok Díja – A messziről jött ember című produkciókban nyújtott teljesítményéért (1982)[25]
- A Magyar Népköztársaság Zászlórendje (1984)

## Hangjátékok
- Z. Szabó Béla: Alkonyati párbeszéd (1943)
- Baróti Géza: Szenzáció (1962)
- Kazakievics: Nappali fénynél (1962)
- Fischer, Leck: Az örök gond (1964)
- Kamondy László: Ember a küszöbön (1964)
- Salamon Pál: Két ember (1964)
- Németh László: Eklézsia-megkövetés (1965)
- Krúdy Gyula: Palotai álmok (1966)
- Gergely Sándor: Szakadék szélén (1966)
- Dickens, Charles: Dombey és fia (1967)
- Kaposy Miklós-Mike Klári: A sanzon Magyarországon (1968)
- Kazimiers Brandys: Elszállt az élet (1968)
- F. Rácz Kálmán: Narancs az ágyon (1969)
- Boros Lajos-Vámos Miklós: Felfüggesztés (1971)
- Mesterházi Lajos: Hobby (1971)
- Csurka István: Amerikai cigaretta (1972)
- Marguerite Duras: Andesmas úr délutánja (1972)
- Karinthy Frigyes: Mennyei riport (1974)
- Stephen Wasylyk: John Smith balesete (1975)
- Szakonyi Károly: Adáshiba (1975)
- Szakonyi Károly: Portások (1975)
- Krista Bendová: Egy öreg ház három csodája (1976)
- Szakonyi Károly: Nő arcképe, háttérrel (1976)
- König, Eduard: Emberek a pálmafán (1976)
- Joachim Walther: A zöldövezet (1976)
- Kazimierz Kowalski: Nagyapó kölcsönruhában (1977)
- Zoltán Péter: Luther (1977)
- Kopányi György: Lekésett szüret (1978)
- Schwajda György: Hajnali négykor (1979)
- Tadeusz Zimecki: Szólíthatlak nagyapónak? (1979)
- Tolnai Lajos: Polgármester úr (1980)
- Mándy Iván: Éjszaka (1981)
- Saint-Exupery: A kis herceg (1981)
- Iván Radoev: Az emberevő (1982)
- Mándy Iván: Szép álmokat, kislány (1982)
- Mikszáth Kálmán: Akli Miklós (1982)
- Szabó Lőrinc: A szökevény (1982)
- Tamási Áron: Rendes feltámadás (1982)
- Heijermans, Herman: Remény (1983)
- Madách Imre: Az ember tragédiája (1983)
- Magnusson, Ove: Nyugdíjasok lázadása (1983)
- Szép Ernő: Május (1983)
- Vészi Endre: A lepecsételt lakás (1983)
- Katajev, Valentyin: Gyöngyvirág (1984)
- Móra Ferenc: A rab ember fiai (1984)
- Ördögh Szilveszter: Jövőnk árnya (1984)
- Ágh István: Dani uraságnak (1985)
- Jókai Mór: Az arany ember (1985)
- Kopányi György: Karácsonyi komédia (1986)
- Alexander Blok: Az ismeretlen nő (1987)

## Emlékezete

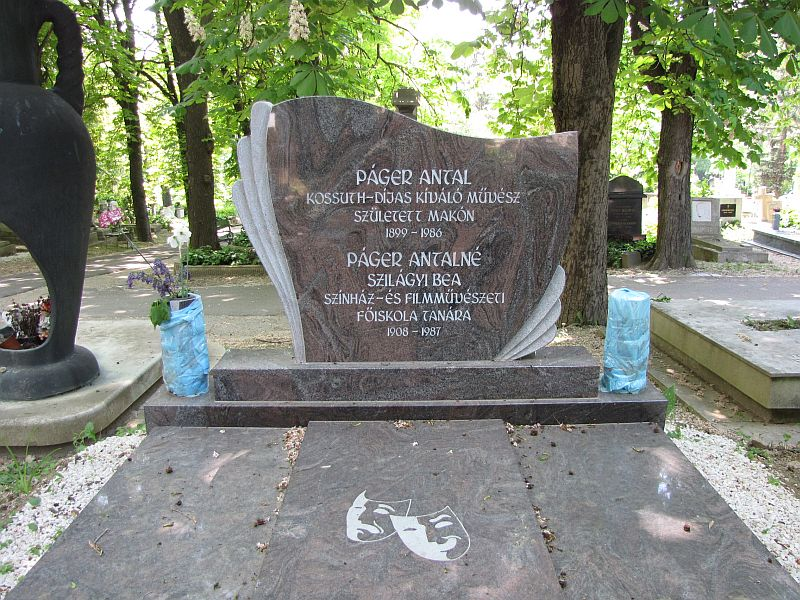
Sírja a Farkasréti temetőben (25/I-1-84/85)

- 1999-ben avatták fel a színművész szobrát; Surányi Imre alkotása a Hagymaház aulájában található
- Szülővárosa, Makó képviselő-testülete 2001-ben alapította a Páger Antal-színészdíjat
- Budapesten a Nemzeti Színház bejárata mellett helyezték el domborművét
- Nevét viselte Makón a 2007. január 31-éig üzemelő Páger Antal Filmszínház[26]
- Makón emléktáblát avattak tiszteletére szülőházának falán
- 1991-ben a Makói József Attila Gimnázium diákjaiból megalakul a Páger Antal Színjátszó Stúdió (PÁST)